# 什魯斯伯里
什魯斯伯里（英語：Shrewsbury，i/ˈʃroʊzbəri/）是什羅普郡的郡治，為該非都會郡最多的第一大城鎮。地點位於英格蘭西密德蘭區域的塞文河畔，人口約7萬1855人。
什魯斯伯里早期是一座市集鎮，其城鎮中心至今仍保有許多中世紀時期所規劃的的街道。城中共有超過660座的歷史登錄建築，包括一些15世紀到16世紀間的木骨架建物。
该城也是博物学家、进化论的创立者查尔斯·达尔文的出生地。

## 外部連結
- Shrewsbury & Atcham Borough Council
- Shrewsbury website （页面存档备份，存于）